# Paul Weller
John William Weller o Paul Weller (Woking, Surrey, Inglaterra, 25 de mayo de 1958) es un músico, cantante y compositor británico. Fundador y antiguo líder de los grupos The Jam y The Style Council. Rebautizado por la prensa como The Modfather, es considerado figura imprescindible del movimiento mod de todos los tiempos. No obstante, en su etapa en solitario Weller se abrió a otros estilos antes denostados por él como el folk y el country. Recibe influencias tan variadas como: The Kinks, Marvin Gaye, Neil Young, Bob Dylan, The Who, Steve Winwood, Nick Drake, Small Faces, o Cole Porter e incluso Joe Strummer.

## Biografía
Tras disolverse The Style Council en 1989, Weller se replantea su futuro concluyendo que es el momento de desarrollar carrera solo y al margen de su discográfica de toda la vida, Polydor. En 1991 crea el sello independiente Freedom High Records y publica en formato sencillo y maxisencillo Into Tomorrow bajo el nombre artístico de "The Paul Weller Movement". Un año después los impedimentos económicos le obligan a cerrar el sello y publicar su primer álbum, Paul Weller, con otra discográfica independiente: Go! Discs.
A partir de ahí comienza a subir peldaños en calidad y eclecticismo con sus siguientes álbumes, Wild Wood (1993) y Stanley Road (1995). Este tercer álbum alcanzó el número 1 en las listas de ventas del Reino Unido y fue premiado como Mejor Artista británico en los Brit Awards de ese año y el año siguiente.
Posteriormente edita otros cinco álbumes de estudio: Heavy Soul (1997), Heliocentric (2000), Illumination (2002) con el que consigue también llegar al #1 en las listas, Studio 150 (2004) disco tributo de versiones a algunos de sus artistas favoritos, y As Is Now (2005).
En 2006 ha sido nuevamente premiado en Brit Awards, en este caso con el premio especial a toda su carrera por su Contribución a la Música.
Desde un principio, su baterista en The Style Council Steve White le acompaña en las grabaciones y directos, y pronto se hace acompañar del guitarrista Steve Cradock, componente del grupo Ocean Colour Scene, grupo descubierto y ayudado por Paul desde sus inicios en 1989. Posteriormente es el bajista de ese grupo, Damon Minchella, quien entra también en la formación fija que acompaña a Weller en estudio y en directo.
Los tres discos siguientes son considerados por parte de la crítica musical como una trilogía. Paul Weller lo desmintió en una entrevista concedida en España tras la publicación de Sonik Kicks (2012). Tanto éste como 22 Dreams (2008, su obra maestra para algunos críticos musicales) alcanzaron nuevamente el n.º 1 en las listas británicas. Wake Up the Nation (2010), a pesar de tener que conformarse con el n.º 2, fue disco de oro por las ventas conseguidas. En este disco contribuye en un tema el bajista de The Jam, Bruce Foxton, al bajo y coros.
En 2022 se publicó Will of The People, una colección de 31 pistas que nunca llegaron a formar parte de uno de sus 9 álbumes de estudio desde 2002, colaborando en las canciones con artistas como Richard Fearless, Young Fathers, Straightface y Stone Foundation.
Paul Weller se ha convertido quizá en uno de los músicos británicos más prolíficos de su generación (junto a Elvis Costello), y probablemente el más exitoso en el Reino Unido. Así lo avalan sus once álbumes de estudio en veinte años, todos los cuales entraron en el Top Ten y cuatro de ellos alcanzaron el número 1.

## Equipo
Guitarras:
- Rickenbacker
- Epiphone Casino 1966
- Epiphone Cherry Casino 1967
- Gibson SG Deluxe 1968 ('70-'71), con tremolo Maestro.
- Gibson SG Custom, color blanco, tres pastillas
- Fender Telecaster 1958 (cuerdas picato: 0,10-0,46)
- Gibson J-45 1979 Dreadnought (Pickups Seymour Duncan instalados)
- Gibson B-45-12 1964
- Marshall JMP
- Vox WahWah
- Marshall 1987X-PW-660-80 Paul Weller Signature

## Discografía
( Ver también The Jam, The Style Council )
- Paul Weller - (1992) #8 UK
- Wild Wood - (1993) #2 UK (Platinum)
- Stanley Road - (1995) #1 UK (4 × Platinum)
- Heavy Soul - (1997) #2 UK (Gold)
- Heliocentric - (2000) #2 UK (Silver)
- Illumination - (2002) #1 UK (Gold)
- Fly on the Wall: B Sides & Rarities - (2003)
- Studio 150 - (2004) #2 UK (Silver)
- As Is Now - (2005) #4 UK (Gold)
- 22 Dreams - (2008) #1 UK (Silver)
- Wake Up the Nation - (2010) #2 UK (Gold)
- Sonik Kicks (2012) # 1 UK
- Saturns Pattern (2015)[4]
- A Kind Revolution - (2017)
- True Meanings - (2018)
- Other aspects: Live at The Royal Festival Hall - (2019)
- On sunset - (2020)
- Fat Pop - (2021)
- Will of the People - (2022)